# Sankt Peter-Ording
Sankt Peter-Ording (en frisón septentrional: Sankt Peter-Urdem) es una Gemeinde y destino turístico situado en el distrito de Frisia Septentrional, en el norteño estado federado de Schleswig-Holstein (Alemania), con una población a finales de 2016 de unos 4036 habitantes.
Se encuentra ubicado en la costa suroccidental de la península de Eiderstedt (mar de Frisia), al este del estado. Una pequeña parte del parque nacional del mar de Frisia de Schleswig-Holstein pasa por su jurisdicción.